# Christine Prober

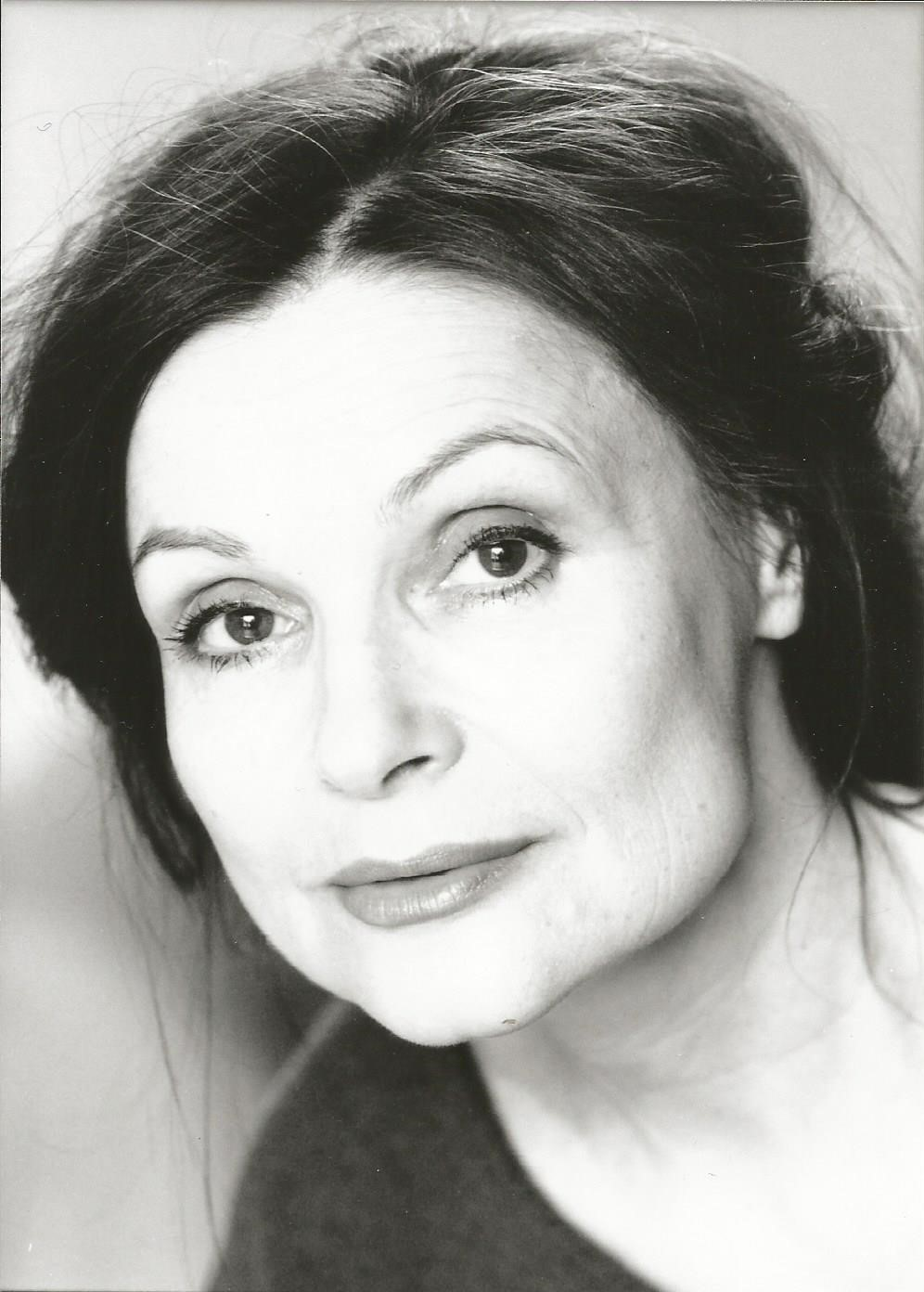
Christine Prober (1996)

Christine Prober (* 1941 in Wien) ist eine österreichische Schauspielerin, die in Berlin lebt.

## Leben und Wirken
Nach dem Abitur begann Christine Prober ein Studium an der Wiener Akademie der bildenden Künste, wechselte dann aber zum Schauspiel und debütierte am Wiener Ateliertheater. Danach war sie am Theater in der Josefstadt, sowie in jeweils mehrjährigen Engagements am Niedersächsischen Staatstheater Hannover, am Staatstheater Nürnberg und an den Staatlichen Bühnen Berlins (Schillertheater) tätig.
Christine Prober gastierte u. a. an der Komödie Basel, der Freien Volksbühne Berlin, den Hamburger Kammerspielen, dem Berliner Renaissance-Theater sowie am Frankfurter Theater im Zoo.
Auf Theater-Tourneen gastierte sie als Claire in J. Genets Die Zofen, als Blanche in T. Williams Endstation Sehnsucht, als Mary in E. O’Neills Eines langen Tages Reise in die Nacht und als H. Ibsens Hedda Gabler.
Christine Prober war mit Günther Tabor verheiratet. Das Paar hat drei Söhne.

## Filmografie
- 2006: Mördergroupie, TV-Krimi-Berlin, Regie Shery Hermann
- 1998: Ein Mord für Quandt: Jagdfieber, TV-Krimiserie, Regie Michael Mackenroth
- 1990: Pompon rouge, der Hochzeitscoup, TV-Film, Regie Peter Wehage
- 1989: Schweinegeld – Ein Märchen der Gebrüder Nimm, Regie Norbert Kückelmann
- 1984: Levin und Gutmann, TV-Mehrteiler, Regie Peter Deutsch
- 1982: Single liebt Single, TV-Film, Regie Wolf Dietrich
- 1976: Das Ende der Beherrschung, TV-Film, Regie: Gabi Kubach
- 1968: Der Fall von nebenan, TV-Serie, Regie Rudolf Jugert
- 1967: Egon Erwin Kisch, TV-Film, Regie R. A. Stemmle
- 1966: Axel an der Himmelstür, TV-Film, Regie Hans Heinrich; Pater Brown: Der Admiral im Tümpel, österr. TV-Serie, Regie Rainer Wolffhardt
- 1965: Luftkreuz Südost, österr. TV-Krimi, 3-Teiler, Regie Wolf Dietrich; Die Verwundbaren, österr. Kinofilm, Regie Leo Tichat

## Hörspiele
- 1996: Rolf Schneider: Montezumas Krone (Bankangestellte) – Regie: Rolf Schneider (Kriminalhörspiel – MDR/SFB)